# August Traupe

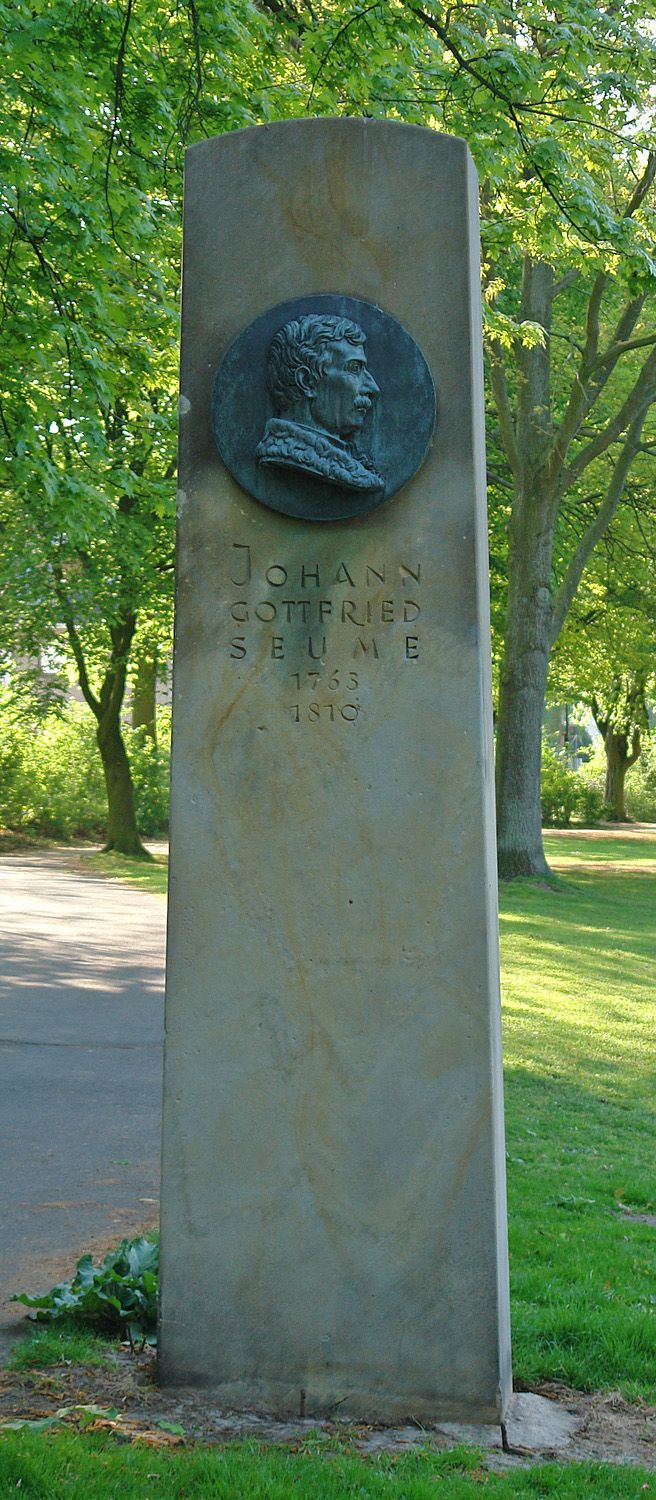
Denkmal für Johann Gottfried Seume

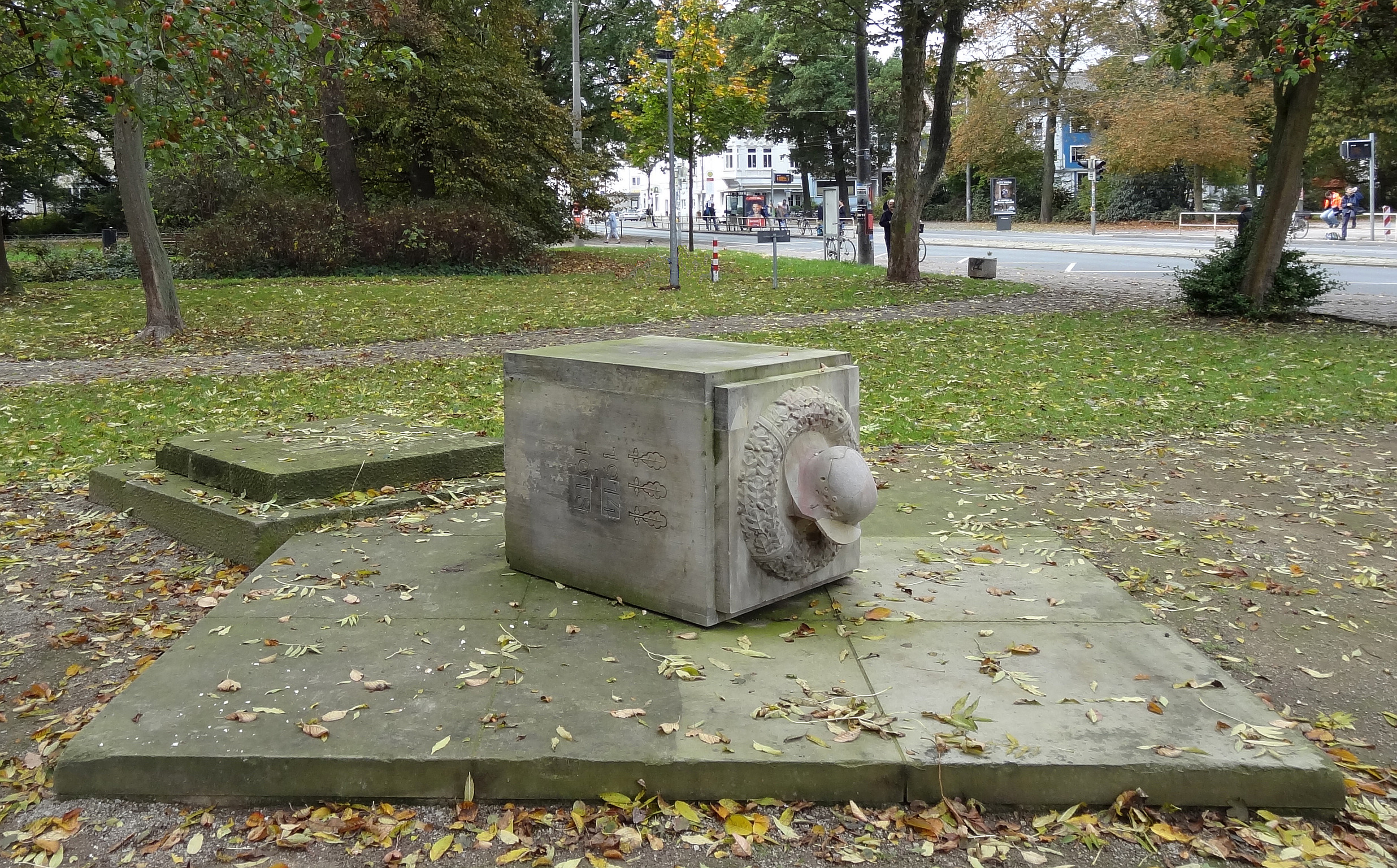
Das 1988 umgestoßene Gefallenendenkmal der Technischen Hochschule Bremen ist seit 1992 ein Mahnmal, es wurde 2020 etwas versetzt

August Traupe (geb. am 23. Dezember 1903 in Bremen; gest. 28. Dezember 1969 in Nizza) war ein deutscher Bildhauer.
Traupe arbeitete vor 1933 für die Bremer Israelitische Gemeinde. Sein Geschäft Friedhofstraße 33 (am Riensberger Friedhof) in Bremen betrieb er seit dem 5. Februar 1940. In Bremen gibt es einen archivalischen Nachlass Traupes.
Es gab noch einen weiteren Bildhauer mit dem Namen August Traupe, der das Grabmal Klüpfel, Bremen 1909 schuf.

## Werke Auswahl
- Seume-Denkmal in Bremen nach Entwurf von Victor von Meyenburg (1834–1893)[4][5]
- Gefallenendenkmal für die Mitglieder der Technischen Lehranstalten in Bremen, 1934[6]
- Holocaustdenkmal in der Kapelle auf dem jüdischen Friedhof Bremen, 1952.[7]
- Restaurierung der Ehrentafel für die 24 im Ersten Weltkrieg gefallenen jüdischen Soldaten in der Kapelle auf dem Jüdischen Friedhof[8]